# Фред Віллард
Фредерік «Фред» Чарльз Віллард (англ. Frederic «Fred» Charles Willard; 18 вересня 1933, Клівленд, Огайо — 15 травня 2020, Лос-Анджелес, Каліфорнія) — американський актор, комік та письменник.

## Життєпис
Народився 18 вересня 1933 року в Клівленді, Огайо. Його батько помер, коли йому було 12 років, його мати Рут Вейнман була домогосподаркою. Виріс у місті Шейкер-Гейтс, Огайо. У 1950-х роках навчався у Кентукійському та Віргінському воєнних інститутах.
Фред Віллард вважався одним з найкращих акторів-імпровізаторів США, також він був засновником імпровізаторської акторської групи «Ace Trucking Company». Майже 50 років свого життя він присвятив зйомкам у кіно та на телебаченні: розпочавши свою кар'єру 1968 року з невеликих ролей та епізодів, вже 1977 року він завоював справжню популярність своїми персонажами в різноманітних комедійних телесеріалах. Окрім кількох номінацій на премію Еммі, актор був нагороджений такими призами як American Comedy Award та BSFC Award — за роль Бака Лахліна у фільмі «Переможці шоу» (2000). За свою кар'єру Віллард зіграв більш ніж у 200 фільмах та телесеріалах (в основному це були другорядні персонажі). Його останньою роллю став Фред Нейрд, батько головного героя у телесеріалі «Космічні сили».
Фред Віллард помер 15 травня 2020 року у Лос-Анджелесі в 86-річному віці від зупинки серця. Похований на цвинтарі Форест-Лон (Голлівуд-Гіллз).

## Особисте життя
1968 року Фред Віллард одружився з Мері Ловелл. Їхня дочка Хоуп народилася 1969 року, а їхній єдиний онук Фредді — 1997 року. Шлюб тривав до смерті дружини 13 липня 2018 року.

## Вибрана фільмографія
| Рік       |    | Українська назва                       | Оригінальна назва                            | Роль                                                                                      |
| --------- | -- | -------------------------------------- | -------------------------------------------- | ----------------------------------------------------------------------------------------- |
| 1975      | ф  | Метушня                                | Hustle                                       | слідчий                                                                                   |
| 1976      | ф  | Срібна стріла                          | Silver Streak                                | Джеррі Джарвіс                                                                            |
| 1977      | ф  | Кумедні пригоди Діка та Джейн          | Fun with Dick and Jene                       | Боб                                                                                       |
| 1979      | тф | Доля Салему                            | Salem's Lot                                  | Ларрі Крокетт                                                                             |
| 1981—1986 | с  | Човен кохання                          | The Love Boat                                | різні персонажі                                                                           |
| 1984      | ф  | Це — Spinal Tap!                       | This Is Spinal Tap                           | лейтенант Боб Хукстраттен                                                                 |
| 1987      | ф  | Роксана                                | Roxanne                                      | мер Дібс                                                                                  |
| 1991      | ф  | Висока напруга                         | High Strung                                  | страховий агент                                                                           |
| 1991      | с  | Золоті дівчата                         | The Golden Girls                             | Боб                                                                                       |
| 1992      | с  | Одружені... та з дітьми                | Married... with Children                     | Стен Мендельсон                                                                           |
| 1995      | с  | Мерфі Браун                            | Murphy Brown                                 | Дік                                                                                       |
| 1995—1997 | с  | Розанна                                | Roseanne                                     | Скотт                                                                                     |
| 1996      | с  | Друзі                                  | Friends                                      | містер Ліпсон                                                                             |
| 1996—1997 | с  | Лоїс і Кларк: Нові пригоди Супермена   | Lois & Clark: The New Adventures of Superman | президент Гарнер                                                                          |
| 1998      | ф  | Вічна північ                           | Permanent Midnight                           | Крейг Зіффер                                                                              |
| 1998      | с  | Сабріна — юна відьма                   | Sabrina the Teenage Witch                    | Боббі Кальцоне                                                                            |
| 1998—1999 | с  | У захваті від тебе                     | Mad About You                                | Генрі Вінсент                                                                             |
| 1999      | ф  | Рука-вбивця                            | Idle Hands                                   | містер Тобіас                                                                             |
| 1999      | ф  | Остін Паверс: Шпигун, який мене звабив | Austin Powers: The Spy Who Shagged Me        | Командир місії                                                                            |
| 1999      | с  | Журнал мод                             | Just Shoot Me!                               | Ларрі                                                                                     |
| 1999      | с  | Сімпсони                               | The Simpsons                                 | Воллі Коган (голос)                                                                       |
| 2000      | ф  | Переможці шоу                          | Best in Show                                 | Бак Лахлін                                                                                |
| 2000      | тф | Пес і жебрак                           | The Pooch and the Pauper                     | президент                                                                                 |
| 2001      | ф  | Весільний переполох                    | The Wedding Planner                          | Безіл Сент-Мослі                                                                          |
| 2001      | ф  | Накурені у дим                         | How High                                     | Філіпп Гантлі                                                                             |
| 2001      | с  | Еллі Мак-Біл                           | Ally McBeal                                  | доктор Гарольд Медісон                                                                    |
| 2001      | тф | Коли Біллі перемагає Боббі             | When Billie Beat Bobby                       | Говард Коселл                                                                             |
| 2001      | с  | Подруги                                | Girlfriends                                  | доктор Персі Бейлс                                                                        |
| 2001—2008 | с  | Король гори                            | King of the Hill                             | офіцер Браун / рейнджер Бредлі / хіппі                                                    |
| 2002      | с  | Гей, Арнольде!                         | Hey Arnold!                                  | Семмі Редмонд (голос)                                                                     |
| 2002      | с  | Лабораторія Декстера                   | Dexter's Laboratory                          | Ф.Р.Е.Д. (голос)                                                                          |
| 2002      | с  | Сім'янин                               | Family Guy                                   | Дейв Кемпбелл (голос)                                                                     |
| 2003      | ф  | Американський пиріг 3: Весілля         | American Wedding                             | Гарольд Флаерті                                                                           |
| 2003—2005 | с  | Усі люблять Реймонда                   | Everybody Loves Raymond                      | Генк Макдугалл                                                                            |
| 2003—2007 | с  | Кім Всеможу                            | Kim Possible                                 | Джек Генч (голос)                                                                         |
| 2004      | ф  | Гарольд і Кумар відриваються           | Harold & Kumar Go to White Castle            | доктор Віллоубі                                                                           |
| 2004      | ф  | Уроки зваблення                        | 50 Ways to Leave Your Lover                  | Бакі Брандт                                                                               |
| 2004      | ф  | Телеведучий: Легенда про Рона Борганді | Anchorman: The Legend of Ron Burgundi        | Ед Гаркін                                                                                 |
| 2004—2005 | с  | Бетмен                                 | The Batman                                   | Росс Даррен голос)                                                                        |
| 2005      | ф  | Любов на острові                       | Love Wrecked                                 | Бен Тейлор                                                                                |
| 2005      | ф  | Курча Ціпа                             | Chicken Little                               | Мелвін (голос)                                                                            |
| 2006      | ф  | Кінопобачення                          | Date Movie                                   | Берні Франкедодр, батько Гранта                                                           |
| 2006      | ф  | Будинок-монстр                         | Monster House                                | тато                                                                                      |
| 2006      | с  | Майстер Менні                          | Handy Manny                                  | Дуейн                                                                                     |
| 2007      | ф  | Дуже епічне кіно                       | Epic Movie                                   | Стебасло                                                                                  |
| 2007      | ф  | Я ніколи не буду твоєю                 | I Could Never Be Your Woman                  | Марті Воткін                                                                              |
| 2007      | с  | Зоряна брама: SG-1                     | Stargate SG-1                                | Джейсек                                                                                   |
| 2008      | с  | Живий за викликом                      | Pushing Daisies                              | Великий Герман                                                                            |
| 2008      | ф  | ВОЛЛ·І                                 | WALL-E                                       | Шелбі Форсайт                                                                             |
| 2009      | ф  | Бунтівна юність                        | Youth in Revolt                              | містер Фергюсон                                                                           |
| 2009      | с  | Усі ненавидять Кріса                   | Everybody Hates Chris                        | поліцейський                                                                              |
| 2009      | с  | Чаклуни з Вейверлі                     | Wizards of Waverly Place                     | містер Стаффлі                                                                            |
| 2010      | с  | Американська сімейка                   | Modern Family                                | обраний батьком Філа                                                                      |
| 2010      | с  | Касл                                   | Castle                                       | Генк МакФі                                                                                |
| 2010      | с  | Чак                                    | Chuck                                        | Крейг Тернер                                                                              |
| 2011      | с  | Шукачка                                | The Closer                                   | Санта Джек                                                                                |
| 2011      | мф | Скубі-Ду! Легенда про Фантозавра       | Scooby-Doo! Legend of the Phantosaur         | містер Хаблі (голос)                                                                      |
| 2011      | с  | Франклін та Беш                        | Franklin & Bash                              | Воллес Клейтон                                                                            |
| 2012      | ф  | Третій акт                             | The Magic of Belle Isle                      | Ел Кайзер                                                                                 |
| 2012      | с  | Кралі в Клівленді                      | Hot in Cleveland                             | доктор Хілл                                                                               |
| 2012      | с  | Шоу Клівленда                          | The Cleveland Show                           | Гері (голос)                                                                              |
| 2013      | ф  | Телеведучий: Легенда продовжується     | Anchorman 2: The Legend Continues            | Ед Гаркін                                                                                 |
| 2013      | ф  | Справи з ідіотами                      | Dealin' with Idiots                          | Марті                                                                                     |
| 2013      | с  | Спільнота                              | Community                                    | альтернативний Пірс Готорн                                                                |
| 2013      | с  | П'яна історія                          | Drunk History                                | Глибока горлянка                                                                          |
| 2013      | с  | Щасти, Чарлі!                          | Good Luck Charlie                            | Герб Піклер                                                                               |
| 2014      | мф | Літачки: Рятувальний загін             | Planes: Fire and Rescue                      | секретар внутрішніх справ, зелений повнопривідний автомобіль з багажником на даху (голос) |
| 2014—2015 | с  | Зухвалі і красиві                      | The Bold and the Beautiful                   | Джон Форрестер                                                                            |
| 2016      | с  | Гучний дім                             | The Loud House                               | Альберт «Пап-Пап» (голос)                                                                 |
| 2017      | с  | Новенька                               | New Girl                                     | Бізус                                                                                     |
| 2017—2019 | с  | Закон Майла Мерфі                      | Milo Murphy's Law                            | дідусь Мерфі (голос)                                                                      |
| 2018      | с  | Корпорація                             | The Loud House                               | Білл Гетевей                                                                              |
| 2019      | с  | Космічні сили                          | Space Force                                  | Фред Нейрд, батько Марка                                                                  |